# Fox Sports Asia
Fox Sports Asia foi um grupo de canais de televisão por assinatura, voltado para transmissão de eventos esportivos que pertenceu a The Walt Disney Company. Como ESPN Star Sports, também operava no sul da Ásia, mas a Star India assumiu os negócios na Índia em 2013. Originalmente lançada no início de 1990 como STAR Sports (anteriormente Prime Sports) e ESPN pela Star TV e ESPN International respectivamente, ambas as partes concordaram em combinar suas operações na Ásia em outubro de 1996 formando ESPN STAR Sports. Em 2012, a News Corporation adquiriu 50% das ações da empresa e mais tarde relançou os canais em duas fases em janeiro de 2013 e agosto de 2014 após adquirir 100% das ações da empresa de seu ex-coproprietário ESPN International, respectivamente.

## Canais
- Fox Sports Ásia
- Fox Sports 2 Ásia
- Fox Sports 3 Ásia
- STAR Sports China
- STAR Sports 2 China
- STAR Sports Coréia
- Fox Sports News Ásia
- Fox Football Channel

## Lista de Eventos Esportivos do Fox Sports

### Beiseball
- Major League Baseball
- World Baseball Classic
- Korean Baseball Organization[13]

### Basquete
- NCAA Men's College Basketball (exceto nas Filipinas desde 2019)
- BIG3

### Lutas
Boxe
- Versus
- World Boxing Matches

MMA
- UFC[14]

Kickboxing
- Kunlun Fight

### Rodeios
- eventos de Professional Bull Riders

### Críquete
- Competições do ICC
  - Copa do Mundo de Críquete
  - Sub-19 Cricket World Cup
  - Campeonato de Mulheres de Cricket World Cup

### Futebol
- AFC Champions League
- Campeonato Asiático de Futebol Sub-19
- Campeonato Asiático de Futebol Sub-16
- Campeonato Asiático de Futsal
- Campeonato de Asiático de clubes de Futsal de AFC
- Copa AFF Suzuki (somente Brunei e Malásia em 2018)
- Serie A (somente Brunei, Malásia, e Singapura até à temporada de 2020–21)
- Campeonato Dinamarquês de Futebol
- Copa de Dinamarca
- A-League (somente Guam, Mongólia, Marianas do Norte e Palau)

### Futebol Australiano
- Australian Football League (excepto nas Filipinas)

### Golf
- The Masters Tournament
- U.S. Open Championship
- The Open Championship
- PGA Championship
- PGA EuroPro Tour
- ANA Inspiration
- United States Women's Open Championship (golf)
- Women's PGA Championship
- Ricoh Women's British Open
- The Evian Championship
- Ladies European Tour
- LPGA Tour

### Automobilismo
- Formula One
- Formula E
- Campeonato de Fórmula 2 da FIA
- Campeonato de Fórmula 3 da FIA
- Taça do Mundo de Carros de Turismo da FIA
- Campeonato Mundial de Endurance da FIA
- WeatherTech SportsCar Championship
- IndyCar Series
- Supercars Championship

### Moto Velocidade
- FIM Motocross World Championship
- Campeonato Mundial de Superbike
- MotoGP
- MotoAmerica

### Rugby Union
- Global Rapid Rugby
- National Rugby League (somente Brunei, Malásia e Singapura)

### Tênis
- Australian Open
- French Open
- Wimbledon
- US Open
- Fed Cup (Final somente)
- ATP Cup
- Laver Cup
- Hawaii Open

### Noticiários
- SportsCenter
- ESPN FC